# Пролетарская (платформа)
Пролета́рская (неофициально часто Пролетарка) — железнодорожная платформа на участке Тверь — Дорошиха главного хода Октябрьской железной дороги. Расположена в границах ст. Тверь, вблизи её нечетной горловины, на территории Пролетарского района Твери.
По одной из версий, название остановочного пункта произошло от Пролетарского района Твери. Тем не менее, район возник позже платформы, в 1936 году.

## Описание
Пассажирское движение — 12 пар пригородных поездов регулярно в рабочие дни и 15 пар в выходные летом. Время следования от станции Тверь — 6 минут. Поезда дальнего следования на станции не останавливаются.
Остановочный пункт имеет две боковые изогнутые низкие платформы (находится в кривой радиусом 3 500 м). Платформа расположена в границах ст. Тверь, вблизи её нечетной горловины. Непосредственно у платформы расположены вытяжные тупики ст. Тверь (22, 23, 24 пути), железобетонный путепровод, мост через Тьмаку и входные светофоры ст. Тверь (Н и НД). Турникетами не оборудована. На платформе «от Твери» есть кассовый павильон.

## Происшествия на платформе
- 5 октября 2009 года в 2:39 неизвестные на 481 км железной дороги вырезали в двух местах по 5 м электрического кабеля, что привело к отключению световой сигнализации, управляющей движением поездов. Пропуск поездов по участку осуществлялся по приказу. Работа устройств сигнализации была восстановлена в 10:15. В результате, было задержано 17 поездов дальнего следования в направлении Санкт-Петербурга (из них 15 введено в график) и 27 поездов, следующих в направлении Москвы. Из 27 задержанных поездов, следовавших в направлении Москвы, 16 прибыли с опозданием от 18 минут до 2 часов 5 минут[5]. Ущерб дороги от хищения кабелей составил около 1,7 тыс. рублей, потери от задержки поездов составили порядка 295 тыс. рублей[6].
- 15 октября 2012 года в 8 часов 8 минут скоростным поездом «Сапсан», следовавшим из Москвы в Санкт-Петербург, была смертельно травмирована 71-летняя женщина, переходившая железнодорожные пути по пешеходному настилу между платформами.[7] После этого происшествия, в октябре-ноябре 2012 года в районе платформы были проведены работы по благоустройству: построен новый выход, переход между платформами, оборудованный предупредительной сигнализацией, построена смотровая площадка помощника машиниста электропоезда. Новый переход был сооружен с противоположной от кассы стороны платформы, что создало неудобства для пассажиров.[8]